# Украинский научно-исследовательский институт свиноводства
Украинский научно-исследовательский институт свиноводства (укр. Український науково-дослідний інститут свинарства) — специализированное научно-исследовательское учреждение Украины, занимающееся разработкой проблем теории и практики ведения свиноводства, подготовкой научных кадров и повышением квалификации специалистов отрасли, расположенное в г. Полтава.
С августа 1930 года — Всесоюзный научно-исследовательский институт свиноводства, единственный в СССР, а ныне — в Украине.
Его разместили в здании бывшей церковно-учительской школы на Шведской Могиле — на территории Поля Полтавской битвы (1904, архитектор С. В. Носов).

## История
Свиноводство на Полтавщине, как и по всей Украине, издавна являлось одной из основных отраслей сельскохозяйственного производства. В период индустриализации в 1926 году в Полтаве была построена беконная фабрика для промышленной переработки свиней — первая в системе подобных предприятий Украины, а в 1929 году — мощный мясокомбинат. Поэтому именно в Полтаве было основано научно-исследовательское учреждение, которое стало координатором научных исследований по вопросам селекции, откорма, технологии воспроизведения и содержания свиней, а также главным селекционно-генетическим центром отрасли свиноводства в СССР.
Организатором и первым директором института был профессор А. Ф. Бондаренко (1884—1937). Уже на первом этапе деятельности коллектив ученых, возглавляемый Бондаренко, заложил основу зоотехнической практики совершенствования местных пород свиней. Была выведена и в 1940 году апробирована знаменитая миргородская порода, которая стала одной из плановых пород.
В 1944 году институт переименовали в Полтавский научно-исследовательский институт свиноводства. В послевоенные годы его коллектив во главе с Героем Социалистического Труда академиком А. В. Квасницким (1900—1989) совершил фундаментальные исследования физиологии пищеварения у свиней, результатом которых стали теоретические основы для дальнейшей разработки оптимальных норм кормления. Впервые в мире ещё в 1950 году были получены поросята-трансплантаты. За научные разработки и их широкое внедрение в производство институт в 1980 был награждён орденом «Знак Почёта».
В 1991 году получил статус Украинского научно-исследовательского института свиноводства. С 1993 года институт подчинен Украинской Национальной академии аграрных наук (УААН), а в 2000 году ему присвоено имя академика А. В. Квасницкого.
Первым директором института в период независимости Украины стал доктор сельскохозяйственных наук, академик УААН и Российской академии сельскохозяйственных наук, дважды лауреат Государственной премии Украины профессор В. П. Рыбалко. С 2007 года он является главным научным сотрудником института, а заведение возглавляет молодой ученый, кандидат сельскохозяйственных наук А. А. Гетя.
Сейчас институт является научным центром УААН и главным селекционно-генетическим центром Министерства Агропромышленного комплекса Украины по свиноводству. Штат института — 97 человек, из них 36 — научные работники, в том числе два академика, один член-корреспондент УААН, 5 докторов и 28 кандидатов наук .
Институт координирует выполнение отраслевой части государственных научных программ с 28-ю зональными институтами, областными сельскохозяйственными станциями и высшими учебными заведениями Украины. При институте с 1930 года ведется подготовка научных кадров через аспирантуру, действует спецсовет по защите диссертаций, функционирует республиканская школа повышения квалификации специалистов по свиноводству, а также организован филиал кафедры промышленного производства свинины Полтавской государственной аграрной академии.
В активе ученых института — ряд созданных в последние годы высокопродуктивных генотипов свиней: полтавская, украинская мясная породы, материнский и отцовский тип крупной белой породы; чёрно-пёстрая специализированная линия мясных свиней, более 50 новых заводских линий и семейств в породах, которые разводят в хозяйствах Украины. Ведутся также исследования по клонированию с целью получения высокопродуктивных трансгенных свиней и качественной свинины. Приоритетным является и изучение физиологических особенностей пищеварения у свиней, разработка детализированных норм и рационов их кормления.